# Шакпак баба
Шакпак баба (каз. Шақпақ баба, до 1993 г. — Высокое) — село в Тюлькубасском районе Туркестанской области Казахстана. Административный центр Чакпакского сельского округа. Код КАТО — 516065100.
В 3 км к северо-западу от села находится Кулантауский вермикулитный рудник.  

## Население
В 1999 году население села составляло 3087 человек (1532 мужчины и 1555 женщин). По данным переписи 2009 года, в селе проживало 3285 человек (1670 мужчин и 1615 женщин).